# Gloria Brame

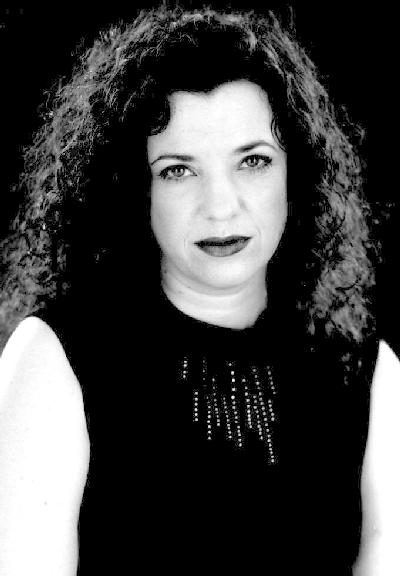
Gloria Brame

Gloria Brame (* 20. August 1955) ist eine US-amerikanische Autorin und Sexualwissenschaftlerin. Sie arbeitet als Therapeutin in Athens, Georgia. In ihrer Praxis ist sie auf die Bereiche BDSM, sexueller Fetischismus und sexuelle Dysfunktion spezialisiert und gehört zu der Gruppe Kink Aware Professionals. Neben dem Ph.D. und dem Master of Public Health in Sexualwissenschaften hat sie einen M.A.-Abschluss in englischer Literatur.